# Calameuta festiva
Calameuta festiva är en stekelart som beskrevs av Benson 1954. Calameuta festiva ingår i släktet Calameuta, och familjen halmsteklar. Arten har ej påträffats i Sverige.